# Anna Mackeij
Anna Mackeij, född 1648, död 1704, var en svensk brukspatron över Gysinge bruk. 
Hon var dotter till Isac Mackeij d.ä. och faster till Anna Kristina Mackeij. Mackeij gifte sig med Anders Larsson Höök som ägde Gysinge. Höök gick bort 1687, och Mackeij skötte då driften fram till 1695, då hon gifte sig med Erik Benzelius d.ä., biskop i Strängnäs stift. 1701, då Benzelius blev ärkebiskop, tog Mackeijs dotter Eva Höök över Gysinge bruk.